# Lepontii

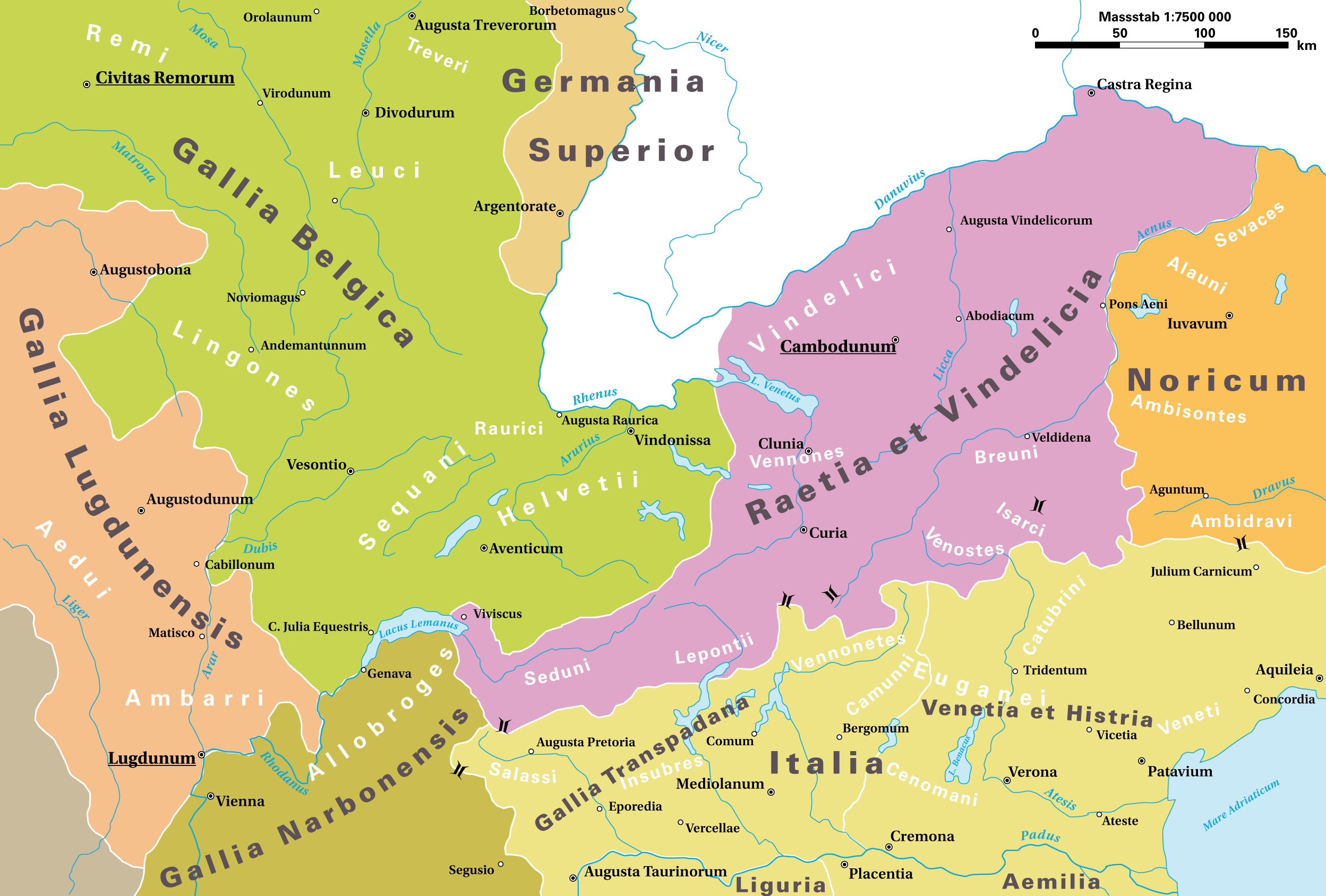
Kaart van de Alpine provincies vanaf AD 14, met de locatie van de Lepontii in Raetia en het noorden van Gallia Transpadana

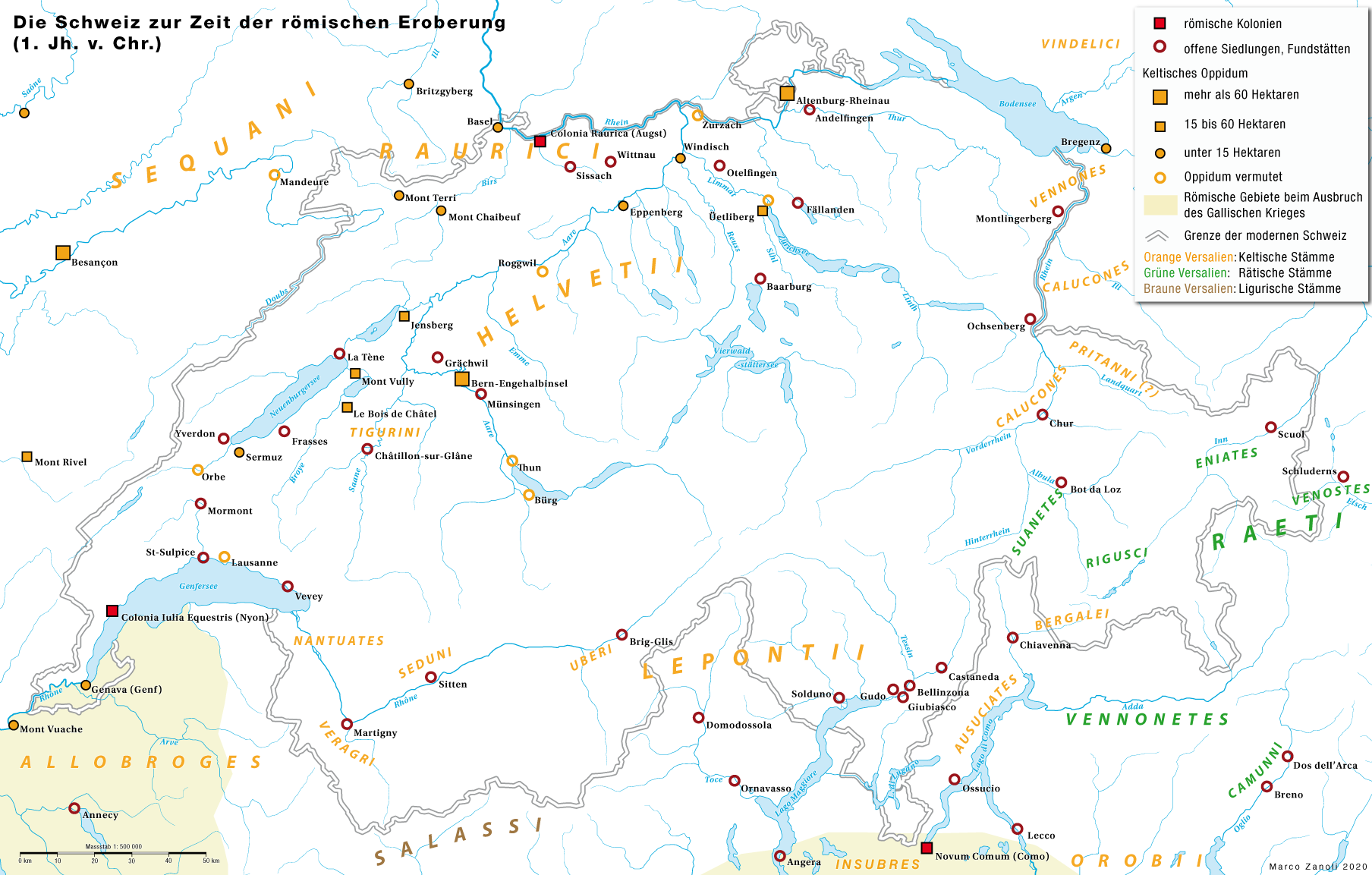
Volkeren in en rond het tegenwoordige Zwitserland in de 1e eeuw v.Chr. In het zuiden ligt het leefgebied van de Lepontiërs.

De Lepontii (Lepontiërs) waren een Keltische volkerenstam die leefde in Raetia, een Romeinse provincie die in het huidige Zwitserland en Noord-Italië in de Alpen lag, toen de Romeinen hun gebied veroverden. De Lepontii werden in de loop der tijden beschreven als een Keltische, Ligurische, Raetische en Germaanse stam, maar er blijven nu te weinig bewijzen over om de Lepontii met zekerheid te kunnen categoriseren. Er zijn echter aanwijzingen, vooral gebaseerd op recente archeologische opgravingen, en ook hun associatie met de Golaseccacultuur van Noord-Italië, die wijzen op een Keltische oorsprong, mogelijk ook een mengvorm van de Raetiërs (die van Etruskische oorsprong waren) en Kelten.
De hoofdstad van de Lepontii was Oscela, het huidige Domodossola (soms ook Oscela Lepontiorum of Oscela van de Lepontii genoemd, in Italië, en hun grondgebied omvatten onder meer de zuidelijke hellingen van de Gotthardpas en de Simplonpas en het brongebied van de Rijn.
Gallia Cisalpina:
Anares · Beluni · Boii · Carni · Caturiges · Cenomani · Ceutrones · Insubres · Lepontii · Libici · Lingones · Nerusi · Salassi · Segusani · Suetri · Taurini · Vedianti

Gallia Transalpina:
Aedui · Albici · Allobroges · Ambarri · Ambiani · Andecavi · Arecomici · Atrebati · Aulerci Cenomani · Aulerci Diablintes · Aulerci Eburovices · Arverni · Baiocasses · Bellovaci · Bituriges Cubi · Bituriges Vivisci · Cadurci · Caleti · Carnutes · Catalauni · Caturiges · Cavares · Cenomani · Centrones · Cetrones · Commoni · Condrusi · Coriosolitae · Durocasses · Eciates · Eleuteti · Gabali · Garocelli · Geidumni · Grudii · Helvetii · Helvii · Lemovices · Leuci · Levaci · Lexovii · Lingones · Mandubii · Mediomatrici · Medulli · Menapii · Morini · Namnetes · Nantuates · Nerviërs · Nitiobriges · Osismii · Parisii · Petrocorii · Pictones · Pleumoxii · Redones · Remi · Ruteni · Salluviërs · Santones · Segni · Segovellauni · Segusiavi · Senones · Sequani · Silvanectes · Sordones · Suessiones · Tectosages · Tigurini ·  Tougener · Treveri · Tricasses · Tricastini · Turones ·  Veliocasses · Vellavi · Venelli · Veneti · Viducasses · Viromandui · Vocontii · Volcae Arecomici · Volcae Tectosages · Vivisci